# География Архангельской области

Архангельская область (включая Ненецкий автономный округ, архипелаги и острова).

Архангельская область — субъект Российской Федерации, расположенный на севере европейской части страны. В состав области также входит Ненецкий автономный округ (НАО), архипелаги Новая Земля и Земля Франца-Иосифа, Соловецкие острова, острова Колгуев и Виктория.
Площадь Архангельской области (589 913 км²) больше чем площадь крупнейших стран Западной Европы — Франции (547 030 км²) и Испании (504 782 км²). Также эта область является крупнейшим субъектом федерации в европейской части России и крупнейшей областью (провинцией) в Европе. Архангельская область по величине площади занимает 12 (или 8-е) место среди регионов России (уступая Якутии, Красноярскому краю, Тюменской области, Хабаровскому краю, Иркутской области, Ямало-Ненецкому автономному округу и Чукотскому автономному округу).

## Географическое положение

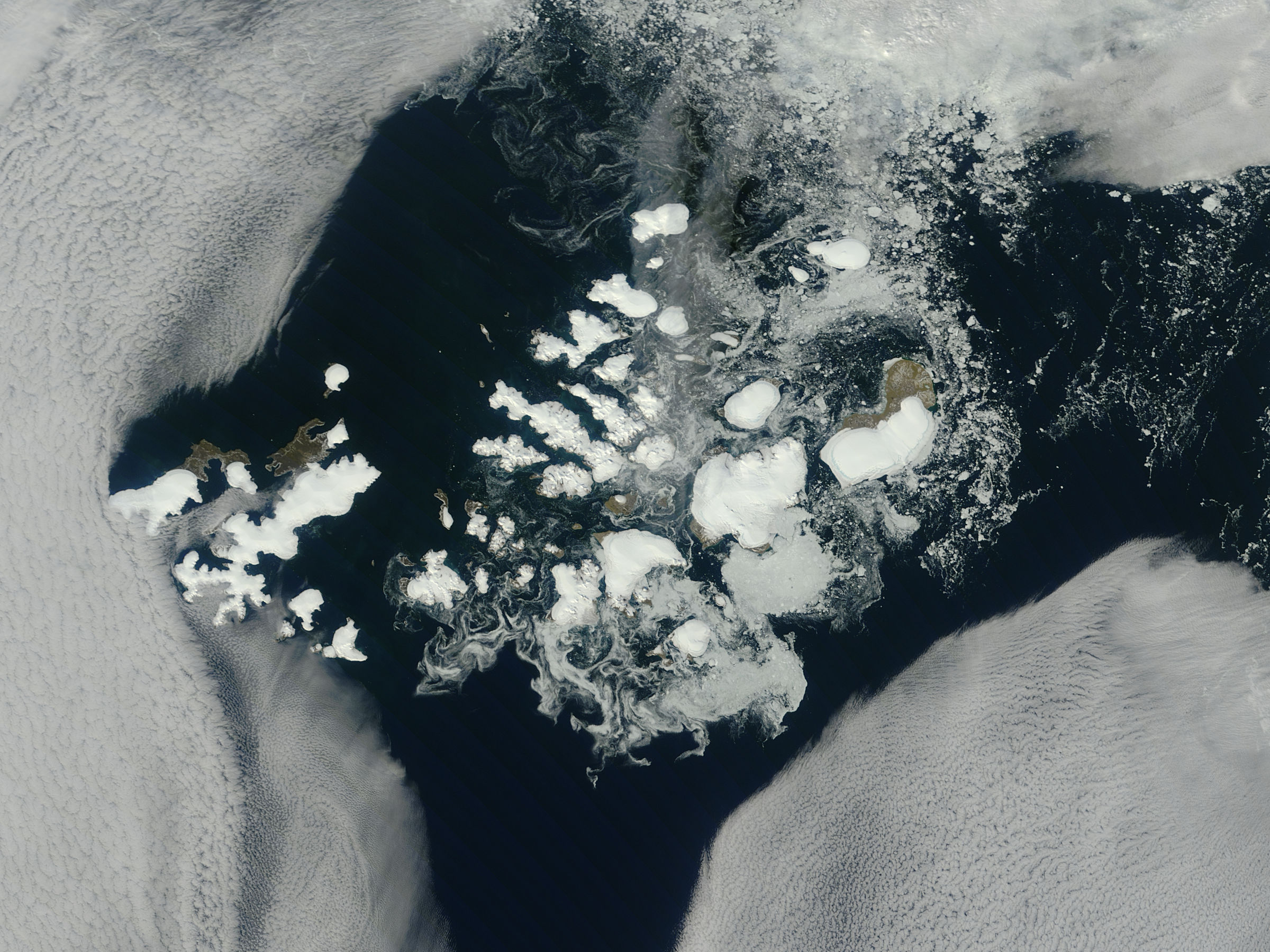
Земля Франца-Иосифа, вид со спутника. Одна из самых северных территорий России.

Бо́льшая часть материковой территории Архангельской области расположена на Романо Филатовской равнине. Северная граница на протяжении 3  тыс.  км омывается водами Белого, Баренцева и Карского морей, относящихся к бассейну Северного Ледовитого океана. Значительная часть территории области (практически все крупные острова и архипелаги) расположена выше границы Северного полярного круга.

### Крайние точки области
- Северная островная — мыс Флигели, остров Рудольфа, Земля Франца-Иосифа (81°50′35″ с. ш. 59°14′22″ в. д.HGЯO) — является одновременно самой северной неконтинентальной точкой России.
- Северная материковая — Югорский полуостров, восточное побережье пролива Югорский Шар (69°41′  с.  ш.).
- Южная — Коношский район (60°38′  с.  ш.).
- Западная — бассейн реки Нюхча, Ветреный пояс (35°19′  в.  д.).
- Восточная островная — мыс Флиссингский, остров Северный, Новая Земля (76°42′21″ с. ш. 69°05′14″ в. д.HGЯO).
- Восточная материковая — река Кара, Пай-Хой (65°52′  в.  д.).

Стоит отметить, что крайняя восточная островная точка Архангельской области — мыс Флиссингский — находится восточнее точки 67°45′13″ с. ш. 66°13′38″ в. д., которую в 2003 году группа российско-белорусских туристов условно провозгласила крайней восточной точкой Европы. Правда, добраться до неё было бы сложнее.
Архангельская область сильно вытянута «по диагонали» с юго-запада на северо-восток. Расстояние между крайними точками составляет более 20° по широте и более 30° по долготе. Для сравнения, близкая по площади, но более «компактная» Франция по широте и долготе занимает менее 10°. Такая большая протяженность, высокоширотное положение, близость Северного Ледовитого океана оказывают существенное влияние на формирование природных условий области.

## Геологическое строение и рельеф

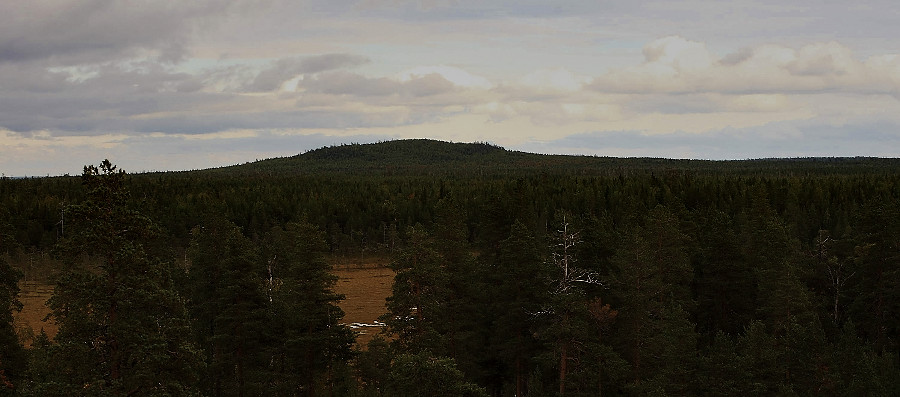
Гора Голец (236 м), Ветреный пояс — памятник вулканической деятельности раннепротерозойского времени (более 2 миллиардов лет назад)

Основная часть Архангельской области расположена в пределах Восточно-Европейской платформы с равнинным рельефом. При общей равнинности территории выделяются следующие возвышенности (в скобках — высшая точка):
- Беломорско-Кулойское плато (217 м)
- Няндомская возвышенность (251 м)
- Коношская возвышенность (244 м)
- Ветреный пояс (Оловгора (345 м))
- Тиманский кряж (Четласский Камень (471 м)
- Восточно-Европейская платформа

Элементы Восточно-Европейской платформы на территории области (с запада на восток):
- Балтийский щит занимает западные районы области и представлен Беломорским массивом и Ветреным поясом. Самая высока точка — гора Оловгора (345 м).
- Русская плита входит в пределы области своей северной окраиной — Мезенской синеклизой, представляющей собой крупную вогнутую платформенную структуру с мощным осадочным чехлом (от нескольких метров на западе, до 6—8 км в Предтиманье). В рельефе она представлена Онего-Двинско-Мезенской равниной, расчлененной на отдельные водораздельные пространства долинами рек Онега, Северная Двина и Мезень. На Русской плите расположена бо́льшая часть материковой территории Архангельской области (не считая Ненецкий автономный округ).
- Канино-Тиманский щит представляет собой сложную систему складок земной коры байкальской складчатости. Проявляется поднятиями Тиманского кряжа и полуострова Канин. На Тиманском кряже в районе Четласского камня (471 м) находится самая высокая точка Архангельской области. Самая высокая точка полуострова Канин — кряж Канин Камень, гора Моховая (242 м).
- Печорская плита представляет собой низменную равнину со множеством рек и озёр. Делится рекой Печора на Малоземельскую тундру (к западу от реки) и Большеземельскую тундру (к востоку). Среди равнинных пространств выделяются отдельные холмы и возвышенности (до 210 м), сложенные мореной. На печорской плите расположена бо́льшая часть Ненецкого автономного округа.

### Урало-Монгольский складчатый пояс
Архангельская область задевает своей восточной частью Урало-Монгольский складчатый пояс, а именно — Тимано-Печорскую эпибайкальскую плиту и Уральскую (Урало-Новоземельскую) складчатую систему. В рельефе пояс представлен хребтом Пай-Хой на материке (восточная часть Ненецкого автономного округа), возвышенностями острова Вайгач и Новоземельскими горами — на архипелаге Новая Земля.

## Полезные ископаемые

### Алмазы
Архангельская область занимает второе место в стране по учтенным запасам алмазов (после Якутии), которые составляют около 20% общероссийских.
Месторождение алмазов им. М. В. Ломоносова (разрабатывается ОАО «Севералмаз») включает в себя шесть кимберлитовых трубок: Архангельская, им. Карпинского-1, им. Карпинского-2, Пионерская, Поморская, им. Ломоносова. С 2005 года начаты добычные работы на трубке Архангельская, расположенной в южной части месторождения. Обогатительная фабрика сдана в эксплуатацию в июле 2005 года. Ведутся вскрышные работы на карьере трубки им. Карпинского-1.
Подготавливается технический проект разработки месторождения алмазов им. В. Гриба (ОАО «Архангельскгеолдобыча»). В 2010 году завершена доразведка месторождения.

### Бокситы
На территории Северо-Онежского бокситоносного района в Архангельской области известно три месторождения бокситов: Иксинское, Плесецкое, Дениславское. Балансовые запасы учтены только по Иксинскому месторождению, два других отнесены к забалансовым.
Иксинское месторождение представлено шестью залежами, наиболее крупной из которых является Беловодская залежь (82% балансовых запасов Иксинского месторождения). Бокситы низкого качества, для них характерно высокое содержание кремнезема и вредных примесей, они могут перерабатываться на глинозём в основном энергоемким спекательным способом. ОАО «Северо-Онежский бокситовый рудник» с 1976 года эксплуатирует Западный участок Беловодской залежи Иксинского месторождения (22% балансовых запасов Иксинского месторождения).

### Известнякидляцеллюлозно-бумажной промышленности
Государственным
балансом учтены запасы известняков двух месторождений: Швакинского (Восточный и Левобережный участки) и Усть-Пинежского.
Восточный участок Швакинского месторождения разрабатывается карьером с 1974 года. До 2007 года Восточный участок эксплуатировался ОАО «Архангельский ЦБК», с 2007 года – ООО «Швакинские известняки». В 2008—2010 годах в связи с модернизацией производства добыча известняка не производилась.
Левобережный участок Швакинского месторождения и Усть-Пинежское месторождение являются государственным резервом.

### Цементное сырьё
Государственным балансом запасов известняков и глин для цементной промышленности учтены четыре месторождения: известняки — Савинское (участки Огарковский, Шестовский, Левобережный), глины — Савинское (участки Шелекса, Тимме), Шелекса—Южная и Тесское.
ООО «Савинское карьероуправление» эксплуатирует Огарковский участок Савинского месторождения известняков и месторождение глин Шелекса—Южная. Потребителем сырья является ЗАО «Савинский цементный завод». Для продолжения деятельности ООО «Савинское карьероуправление» по добыче известняков для цементного производства подготавливаются к промышленному освоению Левобережный участок (стадия разведки) и блок XVI–C1 Шестовского участка (стадия подготовки технического проекта разработки) Савинского месторождения известняков. В 2010 году по результатам аукциона получено право пользования Восточно-Огарковским участком с целью геологического изучения, разведки и добычи цементных известняков.
Участок Шелекса Савинского месторождения глин законсервирован в 2008 году в связи с истечением срока действия лицензии. Оставшиеся запасы сняты с учёта ООО «Савинское карьероуправление» и переданы в государственный резерв.

### Свинецицинк
На Европейском Севере России выявлена значительная по масштабам сырьевая база цинка и свинца. В результате геологоразведочных работ, проведенных на острове Южном архипелага Новая Земля, выделен Безымянский рудно-полиметаллический узел, включающий Павловское, Северное и Перевальное рудные поля. Наиболее подготовленным к освоению является серебросодержащее Павловское свинцово-цинковое месторождение.

### Общераспространённые полезные ископаемые
Наибольшим спросом из перечня общераспространённых полезных ископаемых пользуются песчано-гравийные смеси и песок, используемые для промышленного и гражданского строительства, а также магматические и метаморфические породы для производства щебня (граниты, гранито-гнейсы, базальты), используемые в строительстве и ремонте автомобильных и железных дорог. Основные потребители - предприятия Архангельской области.
Балансом запасов строительного камня учтены девять месторождений, из них разрабатываются пять: Булатовское, Покровское, Золотуха, Хямгора и Лодья. Крупнейшим производителем щебня из строительного камня в Архангельской области является ОАО «Карьер Покровское», эксплуатирующее месторождение гранито-гнейсов Покровское.
В соответствии с выданной лицензией ООО «Кнауф Гипс Архангельск» в 2008 году начало разработку месторождения гипса Глубокое в Холмогорском районе.
В области имеются значительные запасы торфа: по месторождениям площадью более 10 га учтено 627 месторождений, в том числе 198 — с промышленными запасами.

### Статистические данные
| Основные виды минерального сырья                  | Учтены Государственным балансом по состоянию на 1 января 2011 года | Учтены Государственным балансом по состоянию на 1 января 2011 года | Учтены Государственным балансом по состоянию на 1 января 2011 года | Учтены Государственным балансом по состоянию на 1 января 2011 года |
| Основные виды минерального сырья                  | Распределённый фонд                                                | Распределённый фонд                                                | Нераспределённый фонд                                              | Нераспределённый фонд                                              |
| Основные виды минерального сырья                  | Б                                                                  | З                                                                  | Б                                                                  | З                                                                  |
| ------------------------------------------------- | ------------------------------------------------------------------ | ------------------------------------------------------------------ | ------------------------------------------------------------------ | ------------------------------------------------------------------ |
| Алмазы                                            | 291 490 тыс. карат                                                 | 19 303 тыс. карат                                                  | —                                                                  | —                                                                  |
| Алмазы (руда)                                     | 654 336 тыс. т                                                     | 126 907 тыс. т                                                     | —                                                                  | —                                                                  |
| Бокситы                                           | 54 823 тыс. т                                                      | —                                                                  | 201 667 тыс. т                                                     | 342 696 тыс. т                                                     |
| Известняки для целлюлозно-бумажной промышленности | 9 114 тыс. т                                                       | —                                                                  | 12 202 тыс. т                                                      | 2 596 тыс. т                                                       |
| Известняки для цементной промышленности           | 40 658 тыс. т                                                      | —                                                                  | 65 408 тыс. т                                                      | —                                                                  |
| Глины для цементной промышленности                | 10 583 тыс. т                                                      | —                                                                  | 28 878 тыс. т                                                      | —                                                                  |
| Свинец                                            | —                                                                  | —                                                                  | 453 тыс. т                                                         | —                                                                  |
| Цинк                                              | —                                                                  | —                                                                  | 1 967 тыс. т                                                       | —                                                                  |
| Серебро                                           | —                                                                  | —                                                                  | 672 т                                                              | —                                                                  |

| Минеральное сырьё                                         | 2003  | 2004  | 2005  | 2006  | 2007   | 2008  | 2009  | 2010  |
| --------------------------------------------------------- | ----- | ----- | ----- | ----- | ------ | ----- | ----- | ----- |
| Алмазы, тыс. карат                                        | —     | —     | 143,9 | 348,1 | 476,0  | 506,5 | 544,2 | 505,0 |
| Бокситы, тыс. т                                           | 770,0 | 774,0 | 733,4 | 590,0 | 636,2  | 632,9 | 409,0 | 691,5 |
| Известняки для целлюлозно-бумажной промышленности, тыс. т | 17,8  | 17,0  | 18,1  | 15,0  | 13,4   | 0     | 0     | 0     |
| Известняки для цементной промышленности, тыс. т           | 832,3 | 813,0 | 939,7 | 793,8 | 1045,5 | 612,1 | 404,6 | 387,6 |
| Глины для цементной промышленности, тыс. т                | 170,9 | 176   | 198,9 | 199,8 | 243,3  | 131,1 | 94,6  | 93,7  |

## Флора
В естественном растительном покрове области выделяют четыре растительные зоны:
- Арктическая пустыня — архипелаг Земля Франца-Иосифа, остров Северный архипелага Новая Земля
- Тундра — Ненецкий автономный округ
- Лесотундра — Мезенский район, северная часть Приморского района
- Тайга — остальная часть Архангельской области

## Фауна
Разнообразие  животного   мира  в  области  по классам позвоночных  животных  представлено следующим количеством видов: круглоротые (минога) — 2, рыбы — 144, земноводные — 6, рептилии — 5, птицы — 298 (из них гнездятся — 260), млекопитающие — 83 (из них случайно заходят 2: синий кит и дельфин атлантический белобокий).
Из птиц в Архангельской области водятся тетерев, глухарь, рябчик, дятел, синица, снегирь, пищуха, куропатки, свиристели, голуби, воробьи, а также занесённые в Красную книгу орлан-белохвост, скопа, беркут, бородатая неясыть, серый журавль. Из арктических млекопитающих обычны белый медведь, моржи, кольчатая нерпа, гренландский тюлень, северный олень, морской заяц-лахтак, песец. Из зверей тайги характерны лось, олень, медведь, рысь, росомаха, волк, лисица, белка, куница, норка, бобёр, ондатра, бурундук, заяц. Архангельская область является самым западным регионом обитания хвостатого земноводного сибирского углозуба.

## Охрана природы

### Особо охраняемые территории
| Регионального значения | Регионального значения | Федерального значения | Федерального значения                        |
| ---------------------- | ---------------------- | --------------------- | -------------------------------------------- |
|                        | ландшафтный заказник   |                       | биологический заказник                       |
|                        | биологический заказник |                       | национальный парк                            |
|                        | геологический заказник |                       | государственный заповедник, музей-заповедник |

| 1  | Приморский      | 2004 | 438,723 | 19 | Лачский         | 1971 | 8,8   |    |                 |      |        |
| 2  | Мудьюгский      | 1996 | 2,514   | 20 | Филатовский     | 1975 | 23,6  |    |                 |      |        |
| 3  | Двинской        | 1973 | 7,2     | 21 | Важский         | 1976 | 16,5  |    |                 |      |        |
| 4  | Беломорский     | 1998 | 65,345  | 22 | Вилегодский     | 1986 | 26,6  |    |                 |      |        |
| 5  | Унский          | 1996 | 51,507  | 23 | Клоновский      | 1980 | 37,1  |    |                 |      |        |
| 6  | Соянский        | 1983 | 315,910 | 24 | Коношский       | 1976 | 9,0   |    |                 |      |        |
| 7  | Пучкомский      | 1996 | 11,87   | 25 | Котласский      | 2002 | 13,4  |    |                 |      |        |
| 8  | Веркольский     | 1988 | 46,521  | 26 | Сольвычегодский | 1970 | 6,4   |    |                 |      |        |
| 9  | Кулойский       | 1994 | 24,7    | 27 | Шиловский       | 1969 | 23,9  |    |                 |      |        |
| 10 | Монастырский    | 1975 | 15,9    | 28 | Шултусский      | 1975 | 11,5  |    |                 |      |        |
| 11 | Сурский         | 1975 | 13,5    | 29 | Плесецкий       | 1981 | 20,0  |    |                 |      |        |
| 12 | Железные Ворота | 1991 | 8,074   | 30 | Пермиловский    | 1994 | 175,0 |    |                 |      |        |
| 13 | Кожозерский     | 1992 | 201,605 | 31 | Устьянский      | 1988 | 6,2   |    |                 |      |        |
| 14 | Чугский         | 1996 | 7,973   | 32 | Селенгинский    | 1975 | 6,4   |    |                 |      |        |
| 15 | Яренский        | 1975 | 38,0    | 33 | Пинежский       | 1974 | 51,5  |    |                 |      |        |
| 16 | Ленский         | 1993 | 16,707  | 34 | Водлозерский    | 1991 | 298,0 |    |                 |      |        |
| 17 | Усть-Четласский | 1987 | 2,157   | 35 | Кенозерский     | 1991 | 139,6 |    |                 |      |        |
| 18 | Онский          | 1976 | 20,6    | 36 | Сийский         | 1988 | 43,0  | 35 | Русская Арктика | 2009 | 1426,0 |